# Saint-Seine-sur-Vingeanne
Saint-Seine-sur-Vingeanne – miejscowość i gmina we Francji, w regionie Burgundia-Franche-Comté, w departamencie Côte-d’Or.
Według danych na rok 1990 gminę zamieszkiwało 271 osób, a gęstość zaludnienia wynosiła 14 osób/km² (wśród 2044 gmin Burgundii Saint-Seine-sur-Vingeanne plasuje się na 642. miejscu pod względem liczby ludności, natomiast pod względem powierzchni na miejscu 468.).